# Vlag van Haute-Loire

Vlag van Haute-Loire

De vlag van Haute-Loire is de niet-officiële vlag van het Franse departement Haute-Loire. Net als de meeste andere departementen van Frankrijk heeft Haute-Loire geen officiële vlag, maar wordt de hier rechts afgebeelde vlag op niet-officiële wijze gebruikt. De vlag is afgeleid van het wapen van dit departement.
Deze vlag toont een rode achtergrond met een patroon van golvende randen langs de boven- en onderzijde. Aan de linkerzijde is een hand, gehuld in een blauwe mouw, die een gouden staf vasthoudt met een decoratief element bovenaan. Aan de rechterzijde is een vergelijkbare hand in een blauwe mouw, die een zilveren zwaard met een gouden handvat vasthoudt.
Het ontwerp toont die van de voormalige provincie Velay, waartoe het departement historisch behoorde. De vlag is geïnspireerd op het ontwerp van het wapen dat in 1950 is voorgesteld door Robert Louis.